# Rosapha obscurata
Rosapha obscurata är en tvåvingeart som beskrevs av Meijere 1916. Rosapha obscurata ingår i släktet Rosapha och familjen vapenflugor. Inga underarter finns listade i Catalogue of Life.